# Valentine Mallet
Pour les articles homonymes, voir Mallet.
Valentine Mallet (15 août 1862 à Lancy - 12 septembre 1949 à Vandœuvres, Suisse) est une photographe suisse.

## Biographie

### Jeunesse
Valentine Mallet est née à Lancy et elle a probablement vécu toute sa vie dans la propriété familiale qui se trouvait au 25, route du Grand-Lancy.
Issue d'une famille catholique aisée, elle est la fille de l'artiste genevois Léonce Mallet, qui pratique la peinture et qui a été formé par le peintre François Diday, et de Stéphanie Bénit. Elle a deux frères et quatre sœurs.
Elle s'intéresse à la photographie en amatrice et la pratique avec un intérêt, aussi bien artistique que technique, et une assiduité qui fait d'elle plus qu'une dilettante. Elle utilise des plaques de verre, monte ses tirages sur carton, réalise des agrandissements et fabrique ses propres albums de photographies.

### Photographies
Entre 1895 et 1915, intéressée par l'histoire dont elle est le témoin, elle réalise des photographies de la ville de Genève alors en pleine mutation. Elle prend des clichés des anciens bâtiments ou de leur démolition (façades, le dernier "dôme" élément caractéristique de l'architecture genevoise), des chantiers et des transformations de l'espace urbain (places, rues et anciens passages remodelés), des moyens de transport (passage de la charrette tirée par des chevaux au tramway, les barques du Léman), des anciens métiers (lavandières, porteurs d'eau, chiffoniers), de la vie sociale dans la rue (les marchés, les cortèges et les fêtes) ou encore des phénomènes météorologiques (rade de Genève gelée, l'hiver). Ce travail témoigne d'aspects d'une ville et d'une architecture aujourd'hui disparue. De la même manière, elle photographie la commune dans laquelle elle habite, Lancy.
Elle participe à plusieurs concours, comme en 1901 au Concours entre amateurs des appareils Kodak pour lequel elle est primée et exposée à Paris en 1902 ou ceux proposés en 1905 par des revues de photographie suisse pour lesquels elle remporte plusieurs prix. La consécration arrive lorsqu'une de ses photographies est publiée dans la Revue suisse de photographie en 1906.

## Style
Valentine Mallet est presque l’exacte contemporaine du photographe professionnel Frédéric Boissonnas qui dirige alors le principal atelier genevois et qui a pu être une source d'inspiration. Elle partage avec lui le goût pour le patrimoine architectural historique et pour les formes de vie traditionnelles. Mais si F. Boissonnas décrit de manière systématique les bâtiments en démolition de la ville, notamment dans ses relevés photographiques qu'il réalise pour un ouvrage publié en collaboration avec des scientifiques genevois, Valentine Mallet sait se montrer plus personnelle, saisissant des traces fugitives d’une ville en mutation : enseignes provisoires, chercheurs de bois, passants, cortège et fêtes etc., une attitude qui l’apparente à ce qui deviendra la photographie de rue.

## Expositions
- Genève dans l’objectif de Valentine Mallet, 3 février au 9 mai 2020, Bibliothèque de Genève, Couloir des coups d’œil, Genève[10],[11]
- Valentine Mallet. Figure de la photographie genevoise, 18 septembre au 18 décembre 2020, à l'Arcade du Vieux Lancy.

## Archives
Collection : Ensemble Valentine Mallet (1895-1915) [280 négatifs sur verre, 84 tirages photographiques, 5 agrandissements collés sur cartons, 4 albums contenant 111 prises de vues différentes].  Cote : CH-000007-9 CIG : divers numéros d'inventaire. Genève : Centre d'iconographie de la Bibliothèque de Genève (présentation en ligne).
Le groupe d'œuvres de Valentine Mallet est constitué d'ensembles répartis dans différents fonds conservés au Centre d'iconographie de la Bibliothèque de Genève. 4 albums sont arrivés avec un don d'Adélaïde Vuy en 1941. À la suite de l'acquisition d'une partie des négatifs à la famille en 1996, la trace des premiers négatifs a pu être détectée dans les collections où ils étaient entrés avec le fonds Willy Aeschlimann. Ces différents éléments ont permis de reconstituer une collection d'environ 300 prises de vues. Leur consultation est libre, sur rendez-vous, au Centre d'iconographie de la Bibliothèque de Genève (CIG).
Une partie des photographies réalisées par Valentine Mallet sont encore conservées par l'Association Lancy d'Autrefois.
Les portraits connus de Valentine Mallet se trouvent dans les fonds des Archives d'État de Genève, ainsi que dans des archives privées. Ils sont tous reproduits dans le catalogue de l'exposition "Des femmes lancéennes", publié par l'Association Lancy d'Autrefois aux Éditions des Communes Réunies en 2021.

## Galerie

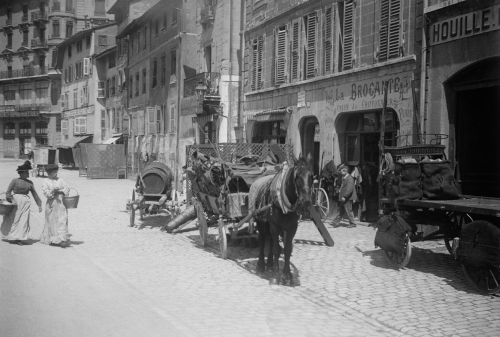
Genève, quai Turrettini, vers 1895-1915
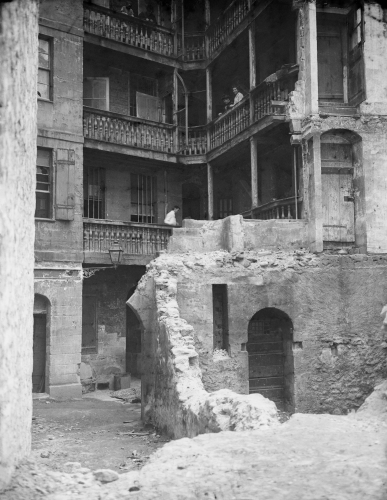
Genève, rue du Rhône, démolition, vers 1905
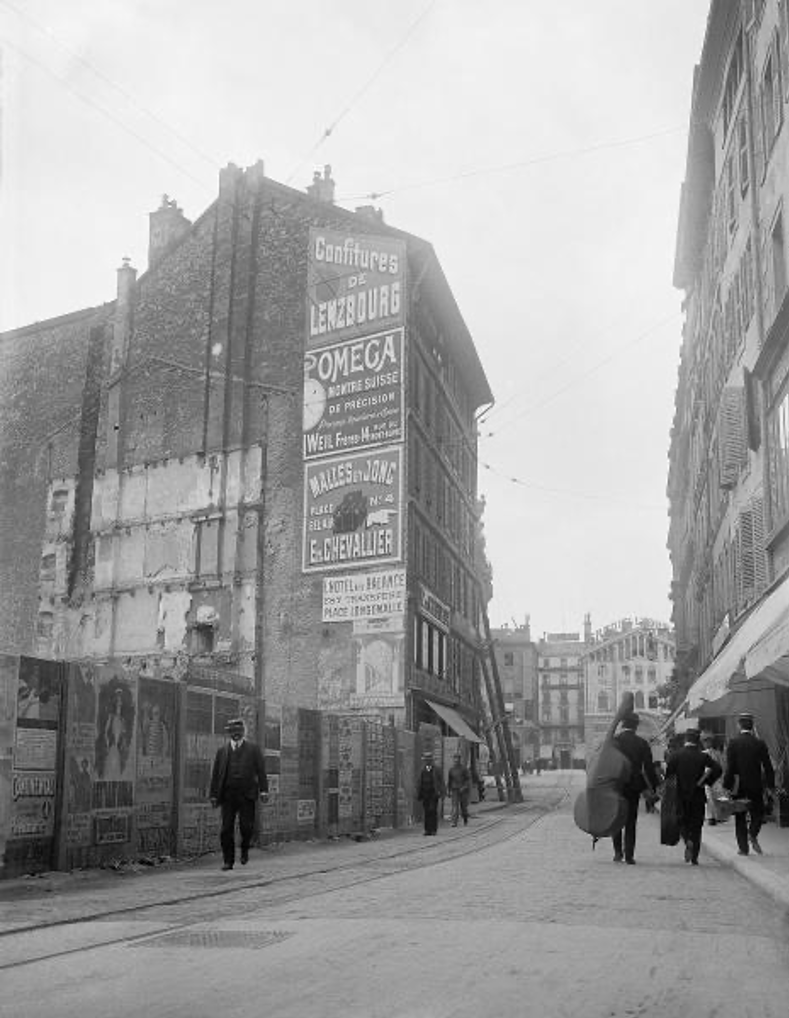
Genève, rue du Rhône, musiciens passant près d'une démolition, entre 1895 et 1905